# Nationalversammlung der Republik Aserbaidschan
Die Nationalversammlung der Republik Aserbaidschan (aserbaidschanisch Milli Məclis) ist das Parlament im Einkammersystem von Aserbaidschan und somit gesetzgebendes Organ der Republik Aserbaidschan mit Sitz in Baku. 
In die Nationalversammlung werden 125 Abgeordnete in einem Grabenwahlsystem für fünf Jahre gewählt. In einer Mehrheitswahl mit Stichwahl werden 100 Abgeordnete gewählt, die restlichen Abgeordneten werden nach der Verhältniswahl bestimmt.

## Zusammensetzung
Die Dauer einer jeden Legislaturperiode der Nationalversammlung beträgt fünf Jahre. Die letzten Wahlen fanden am 9. Februar 2020 statt. Die vorvorletzten Wahlen fanden am 7. November 2010 statt. Das Parlament aus 2005 setzte sich wie folgt zusammen:
| Parteien und Koalitionen | Anteil | Sitze       |
| --- | ------ | ----------- |
| Neues Aserbaidschan (Yeni Azərbaycan Partiyası) | 44,8 % | 56          |
| Freiheitsblock (Azadlıq) - Müsavat (Müsavat Partiyası) - Volksfront Aserbaidschans (Azərbaycan Xalq Cəbhəsi Partiyası) - Aserbaidschanische Demokratische Partei (Azərbaycan Demokrat Partiyası) | 4,8 %  | MP 5 AXCP 1 |
| Mutterlandspartei (Ana Vətən) | 1,6 %  | 2           |
| Zivile Solidaritätspartei (Vətəndaş Həmrəyliyi Partiyası) | 1,6 %  | 2           |
| Aserbaidschanische Hoffnungspartei (Azərbaycan Ümid Partiyasi) | 0,8 %  | 1           |
| Azerbaidschan Soziale Prospäritätspartei (Azərbaycan Sosial Rifah Partiyası) | 0,8 %  | 1           |
| Azerbaidschanische politische Partei für Demokratische Reformen (Azərbaycan Demokratik Islahatlar Siyasi Partiyasi)                                                                              | 0,8 %  | 1           |
| Gesamtaserbaidschanische Volksfront (Bütöv Azərbaycan Xalq Cəbhəsi Partiyasi ) | 0,8 %  | 1           |
| Große Ordnungspartei (Böyük Qurulus Partiyasi) | 0,8 %  | 1           |
| Zivile Unionspartei (Vətəndas Birliyi Partiyasi) | 0,8 %  | 1           |
| Unabhängige | 32 %   | 40          |
| Parteilose | 2,4 %  | 3           |
| Gesamt |        | 125         |

## Akte der Nationalversammlung
Gemäß Artikel 93 der Verfassung der Republik Aserbaidschan verabschiedet die Nationalversammlung der Republik Aserbaidschan bezüglich der in ihre Zuständigkeit fallenden Fragen Verfassungsgesetze, Gesetze und Beschlüsse. Das Stimmrecht wird von den Abgeordneten persönlich ausgeübt. In den Gesetzen und Beschlüssen der Nationalversammlung dürfen keine konkreten Aufträge für die vollziehende Gewalt und die Gerichte vorgesehen werden.

## Allgemeine Regelungen durch Nationalversammlung
Die Nationalversammlung der Republik Aserbaidschan stellt für die folgenden Fragen allgemeine Richtlinien auf: 
- die Wahrnehmung der Rechte und Freiheiten des Menschen und Bürgers, wie sie in dieser Verfassung niedergelegt sind, und die staatliche Garantie dieser Rechte und Freiheiten;
- die Wahlen des Präsidenten der Republik Aserbaidschan;
- die Wahlen zur Nationalversammlung der Republik Aserbaidschan und den Status der Abgeordneten der Nationalversammlung der Republik Aserbaidschan;
- das Referendum;
- die Gerichtsverfassung und den Status der Richter;
- die Staatsanwaltschaft;
- die Rechtsanwaltschaft und das Notariat;
- das Gerichtsverfahren und die Vollstreckung von Gerichtsentscheidungen;
- die Wahlen zu den Munizipalitäten und den Status der Munizipalitäten;
- das Regime des Ausnahmezustandes; das Regime des Kriegsrechts;
- die staatlichen Auszeichnungen;
- den Status der natürlichen und juristischen Personen;
- die Objekte des Zivilrechts;
- die Rechtsgeschäfte, die zivilrechtlichen Verträge, die Vertretung und die Erbfolge;
- das Eigentumsrecht, einschließlich der Rechtsstellung des staatlichen, privaten und munizipalen Eigentums, und das Recht des geistigen Eigentums; andere Sachenrechte; das Schuldrecht;
- die familienrechtlichen Beziehungen, einschließlich der Vormundschaft und Pflegschaft;
- die Grundlagen der Finanztätigkeit, die Steuern, Zölle und Abgaben;
- die arbeitsrechtlichen Beziehungen und die soziale Sicherung;
- die Festlegung der Verbrechen und anderer Rechtsverletzungen; die Verantwortlichkeit für deren Begehung;
- die Verteidigung und den Wehrdienst;
- den Staatsdienst;
- die Grundlagen der Sicherheit;
- die territoriale Gliederung;
- das Regime der Staatsgrenze;
- die Ratifikation und Kündigung von internationalen Verträgen;
- das Post- und Fernmeldewesen und das Verkehrswesen;
- die Statistik, die Meteorologie und das Normensystem;
- das Zollwesen;
- den Handel und die Börse;
- das Bankwesen, die Buchführung und die Versicherung.[4]